# Lista gatunków z rodzaju bodziszek
Lista gatunków z rodzaju bodziszek Geranium – lista gatunków rodzaju roślin należącego do rodziny bodziszkowatych (Geraniaceae Juss.). Według The Plant List w obrębie tego rodzaju rozróżniono 415 gatunków, natomiast kolejnych 212 taksonów ma status gatunków niepewnych (niezweryfikowanych).
Wykaz gatunków
- Geranium aculeolatum Oliv.
- Geranium aequale (Bab.) Aedo

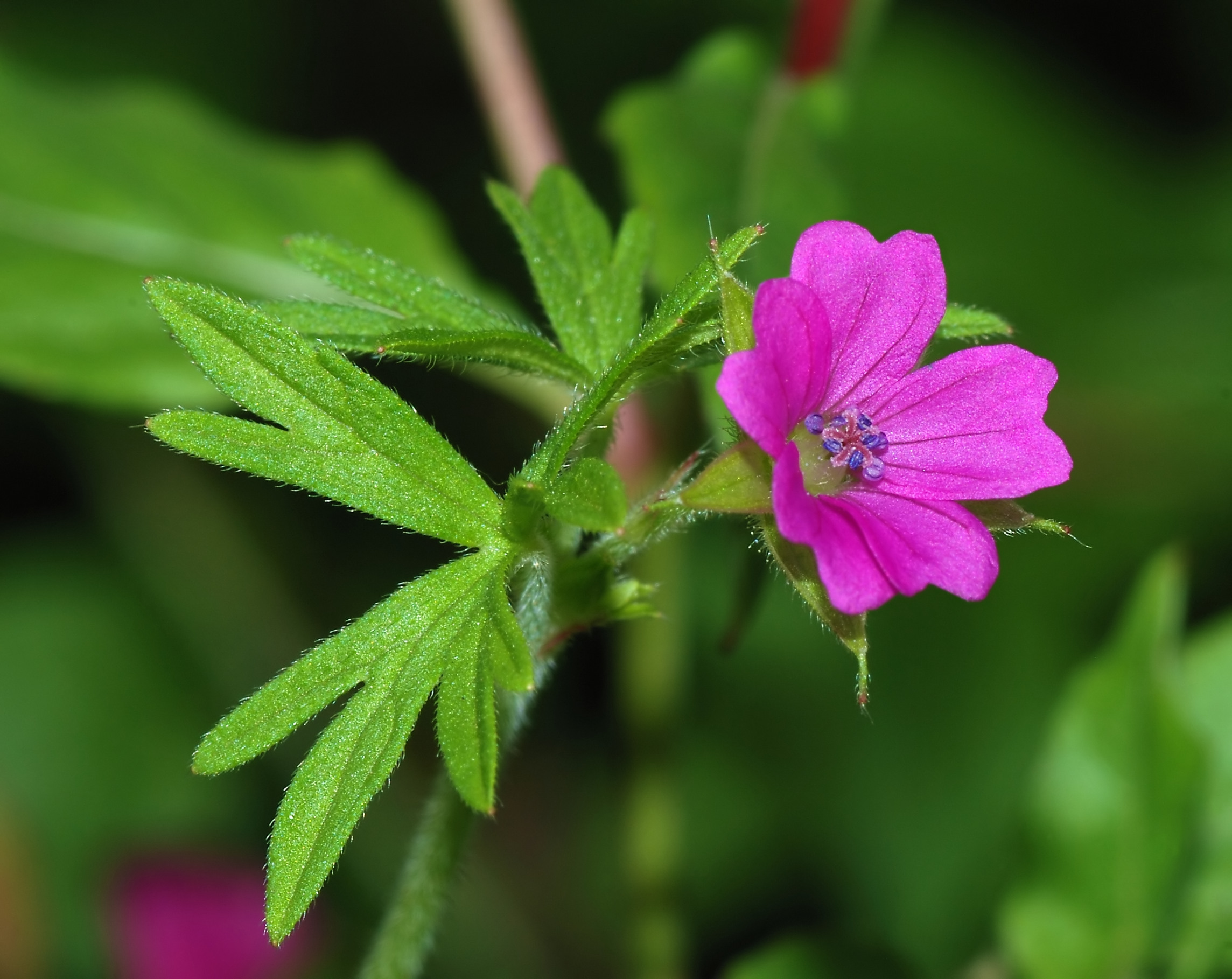
Geranium dissectum

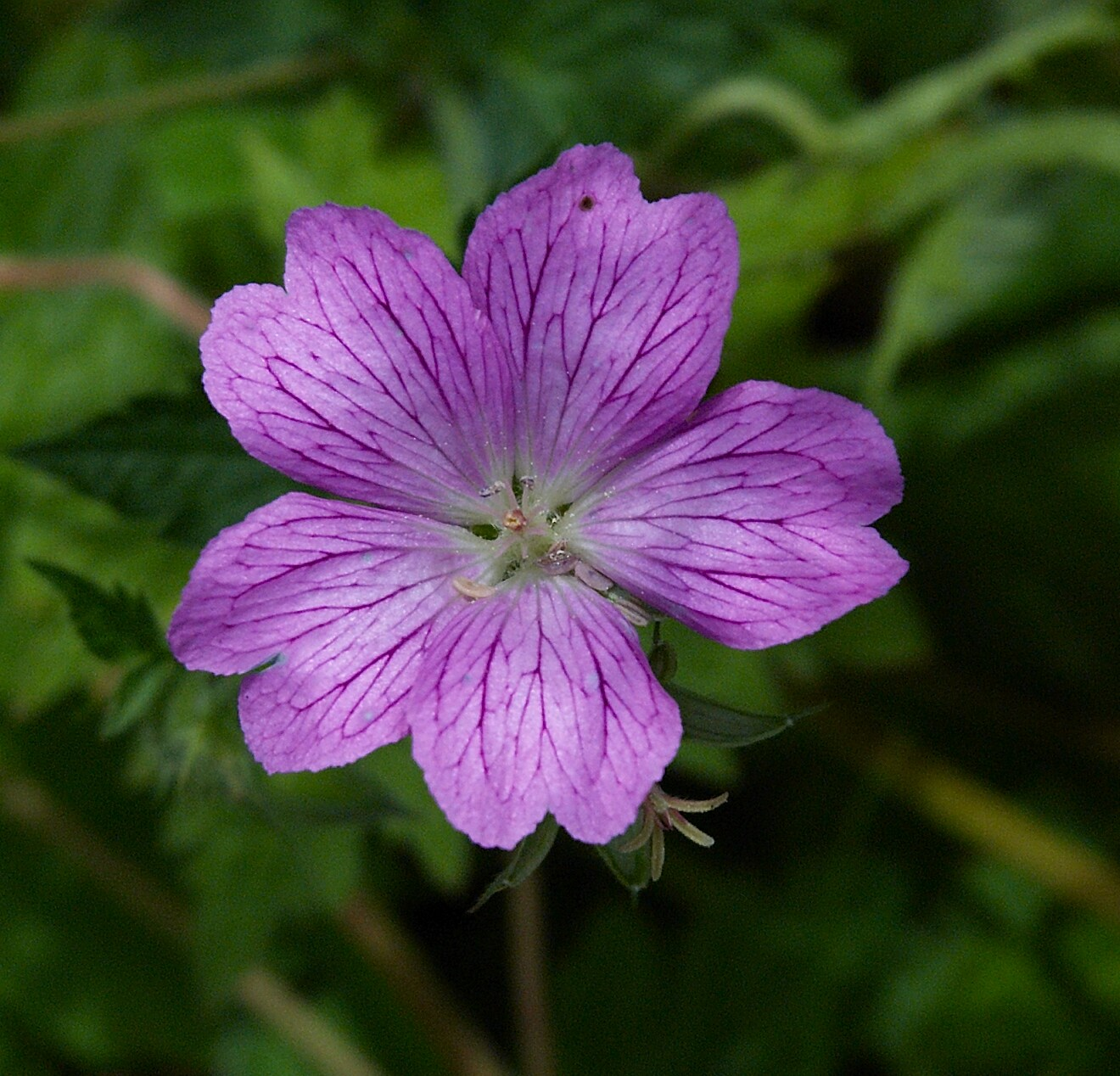
Geranium endressii

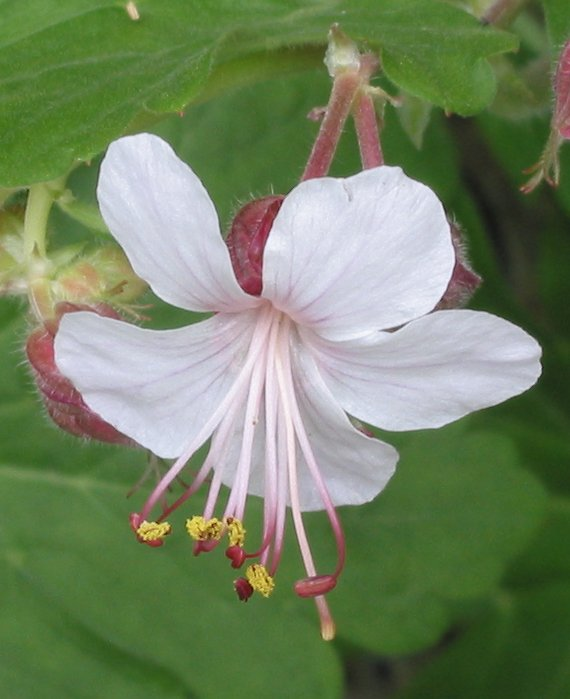
Geranium macrorrhizum

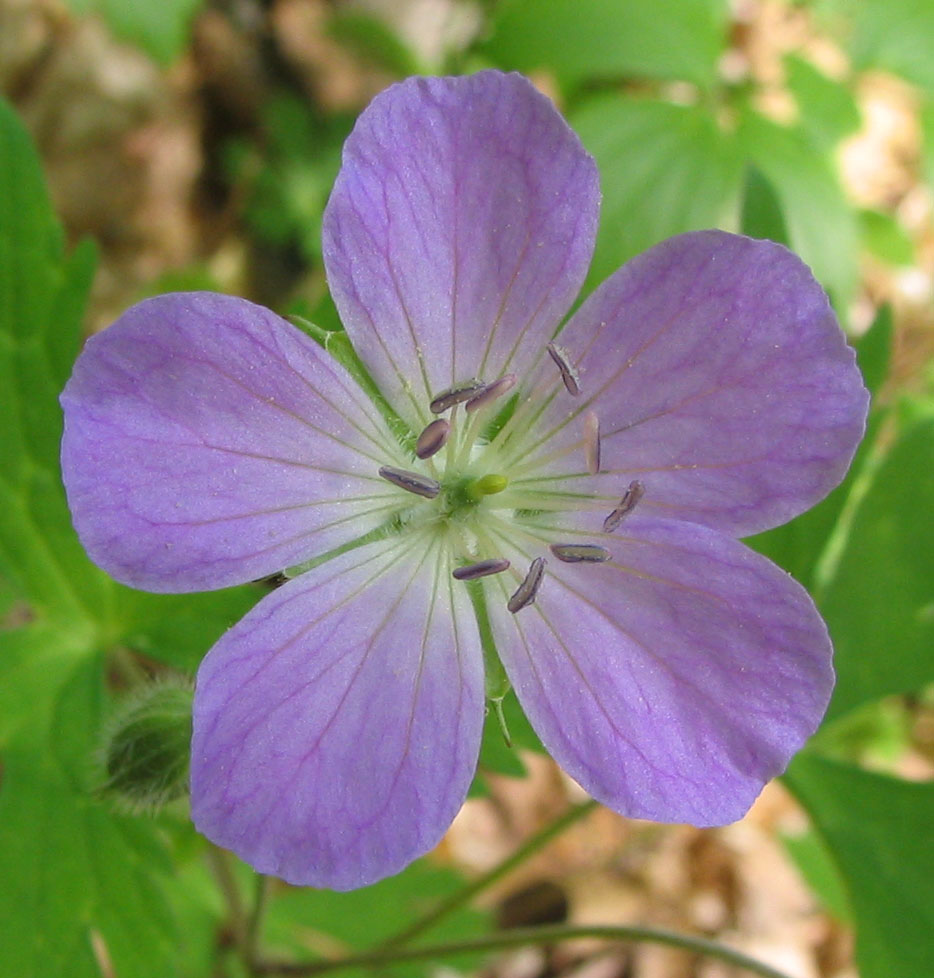
Geranium maculatum

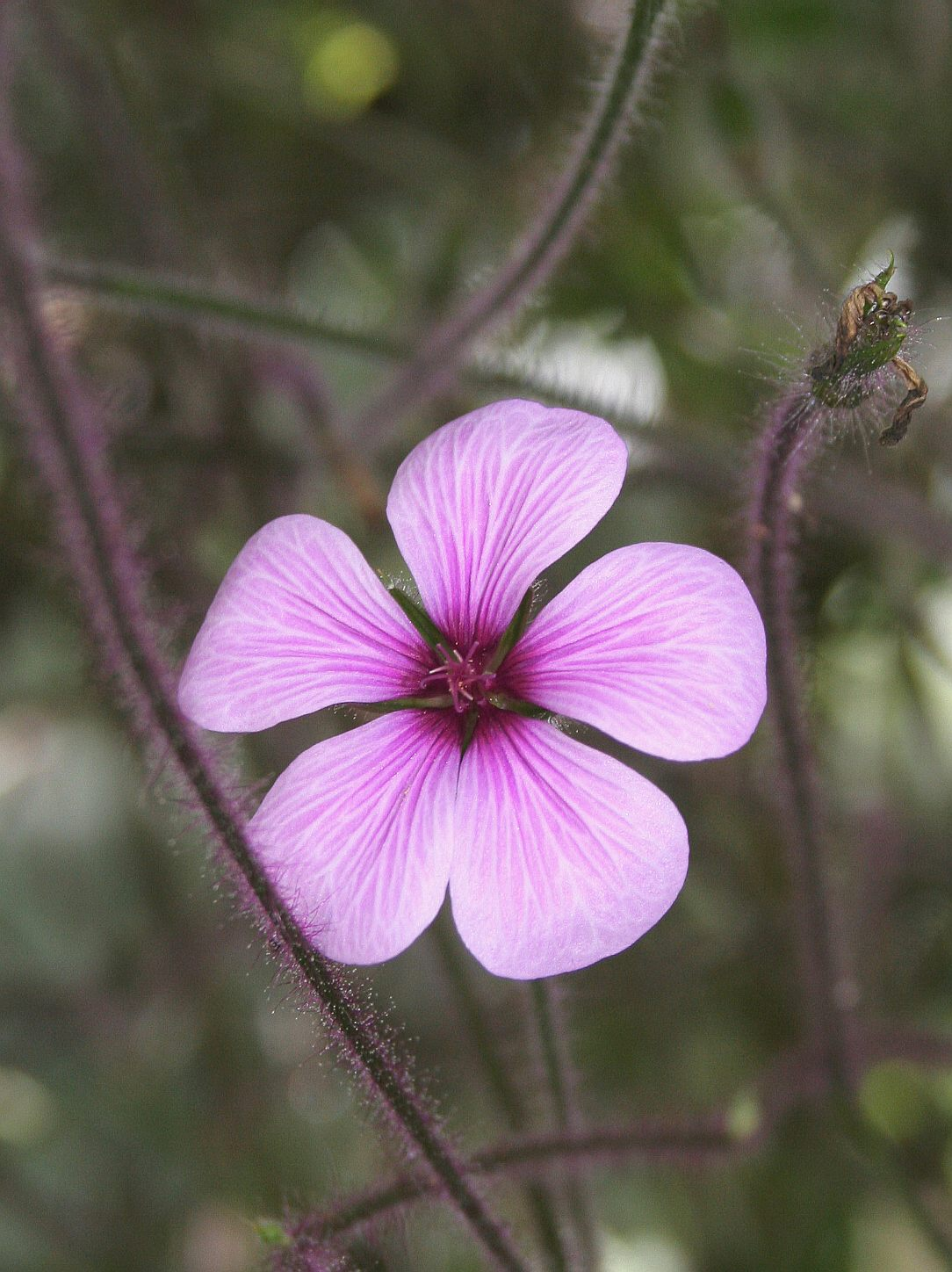
Geranium maderense

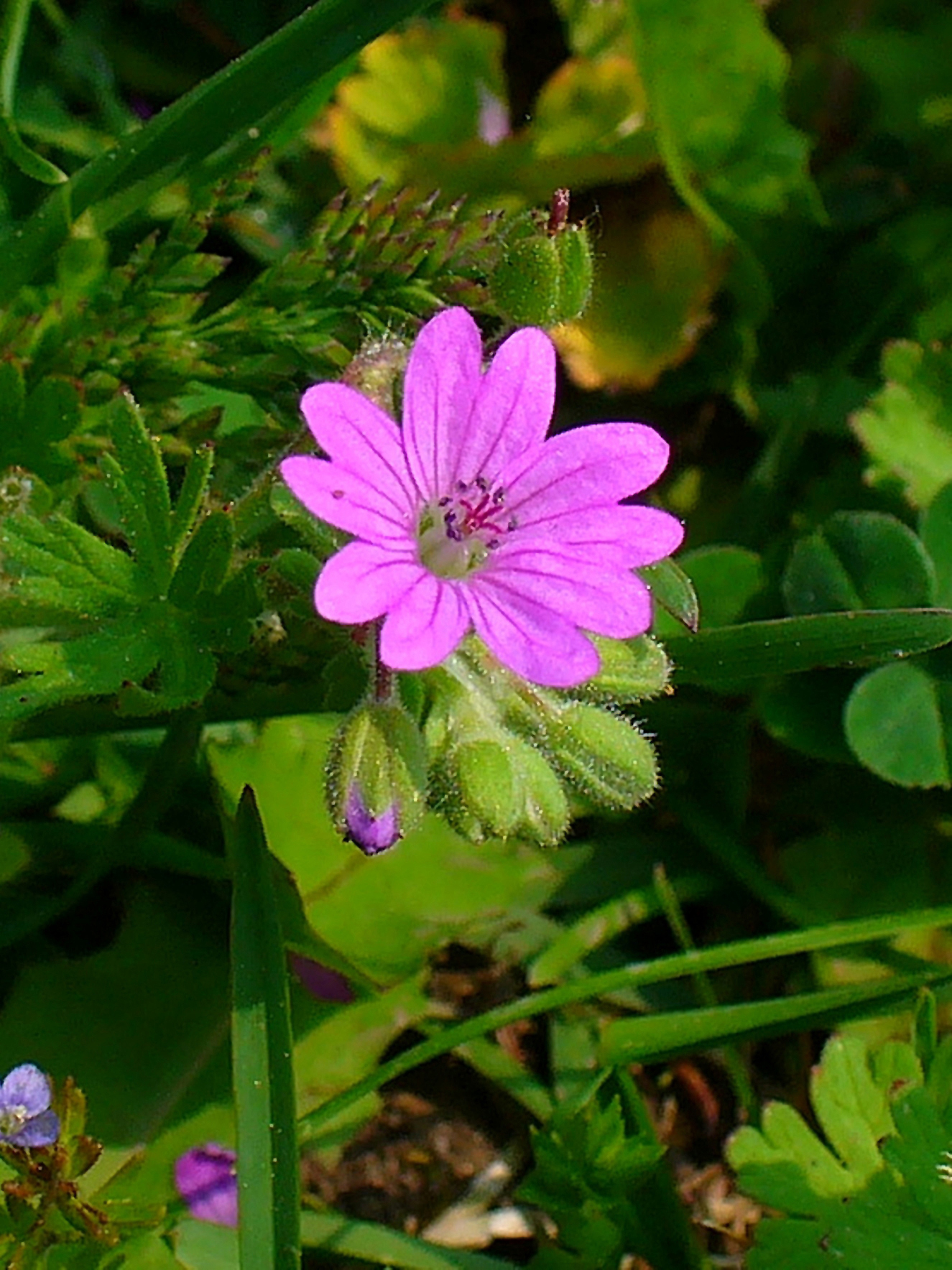
Geranium molle

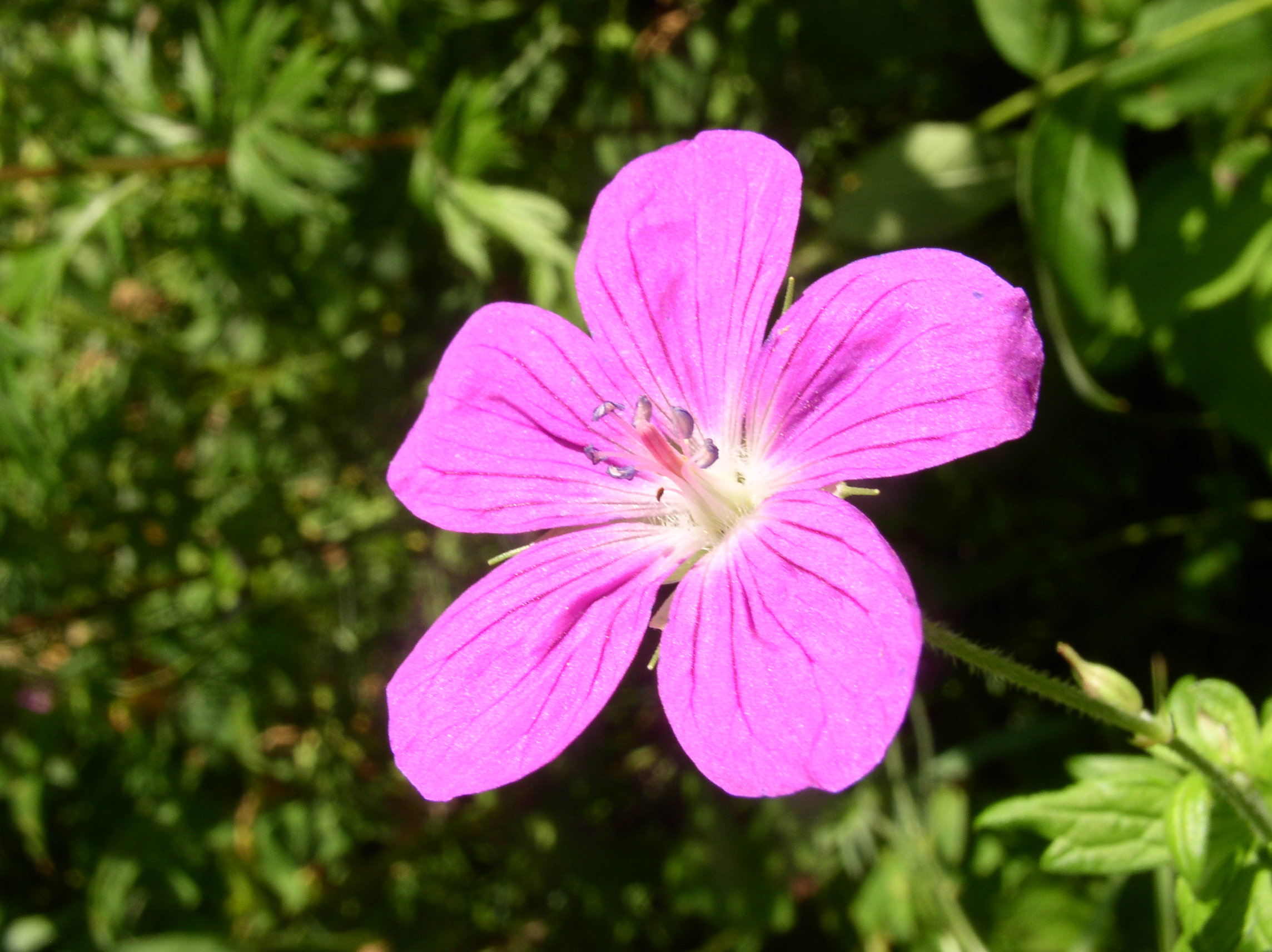
Geranium palustre

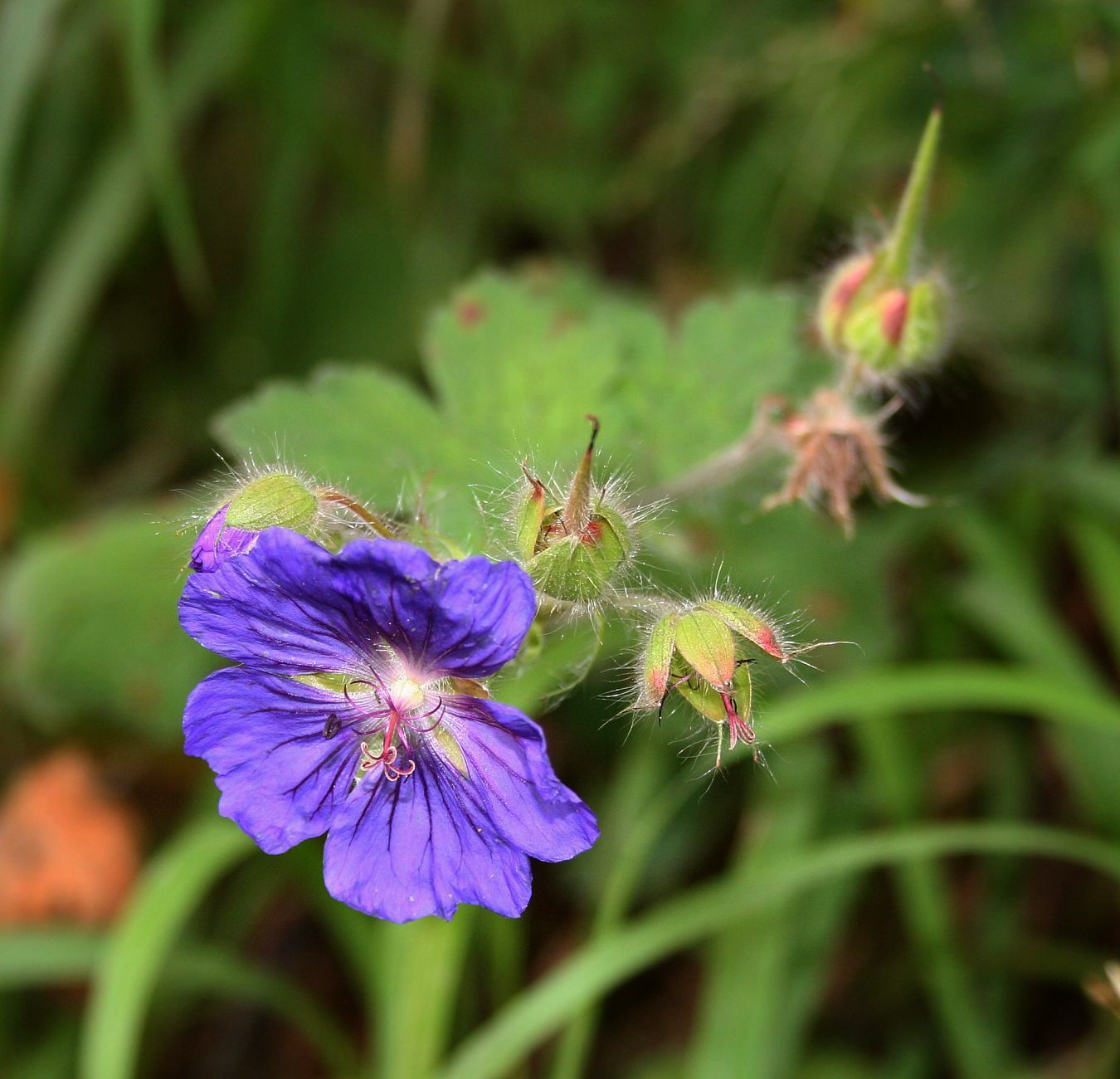
Geranium platypetalum

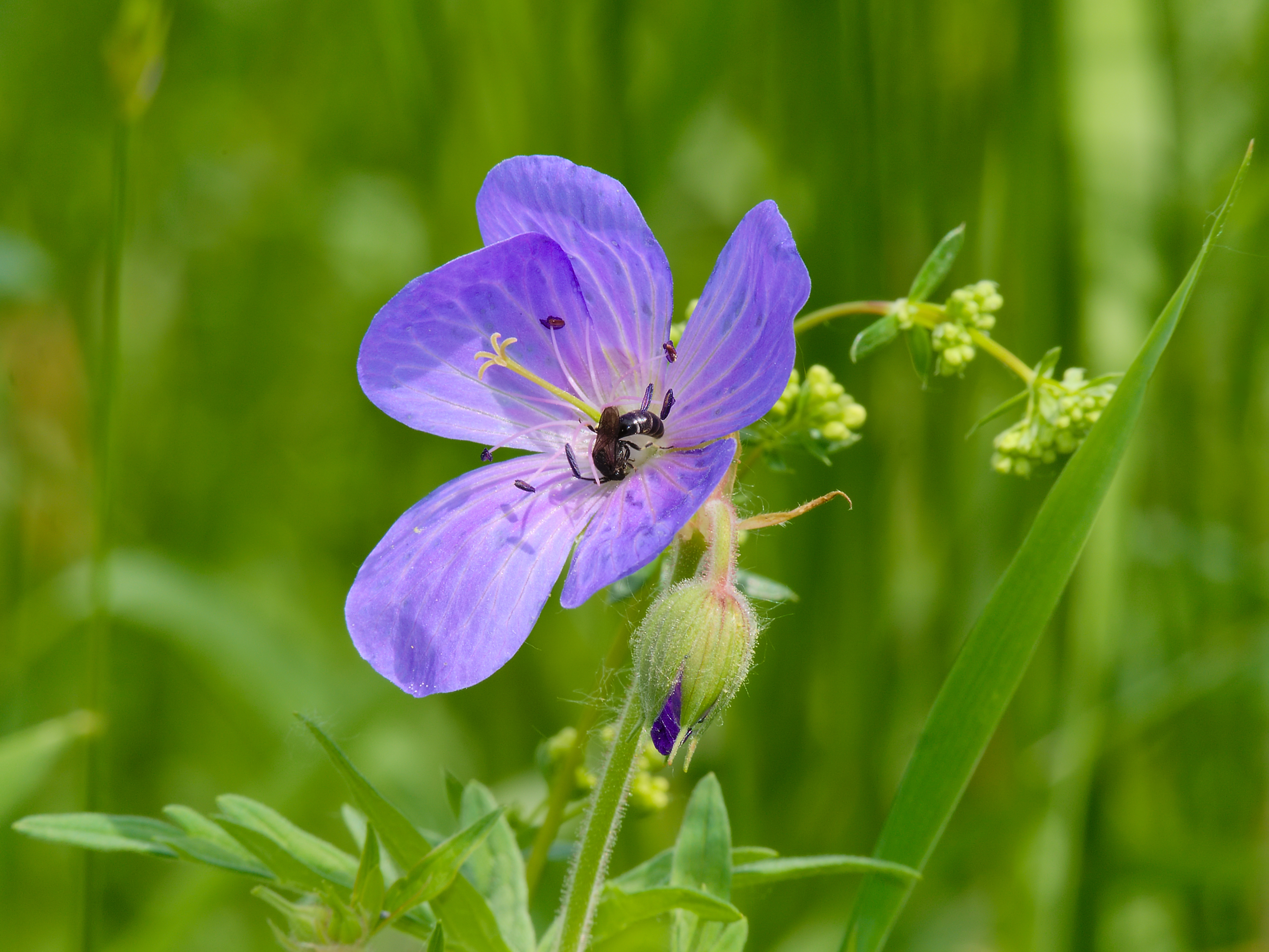
Geranium pratense

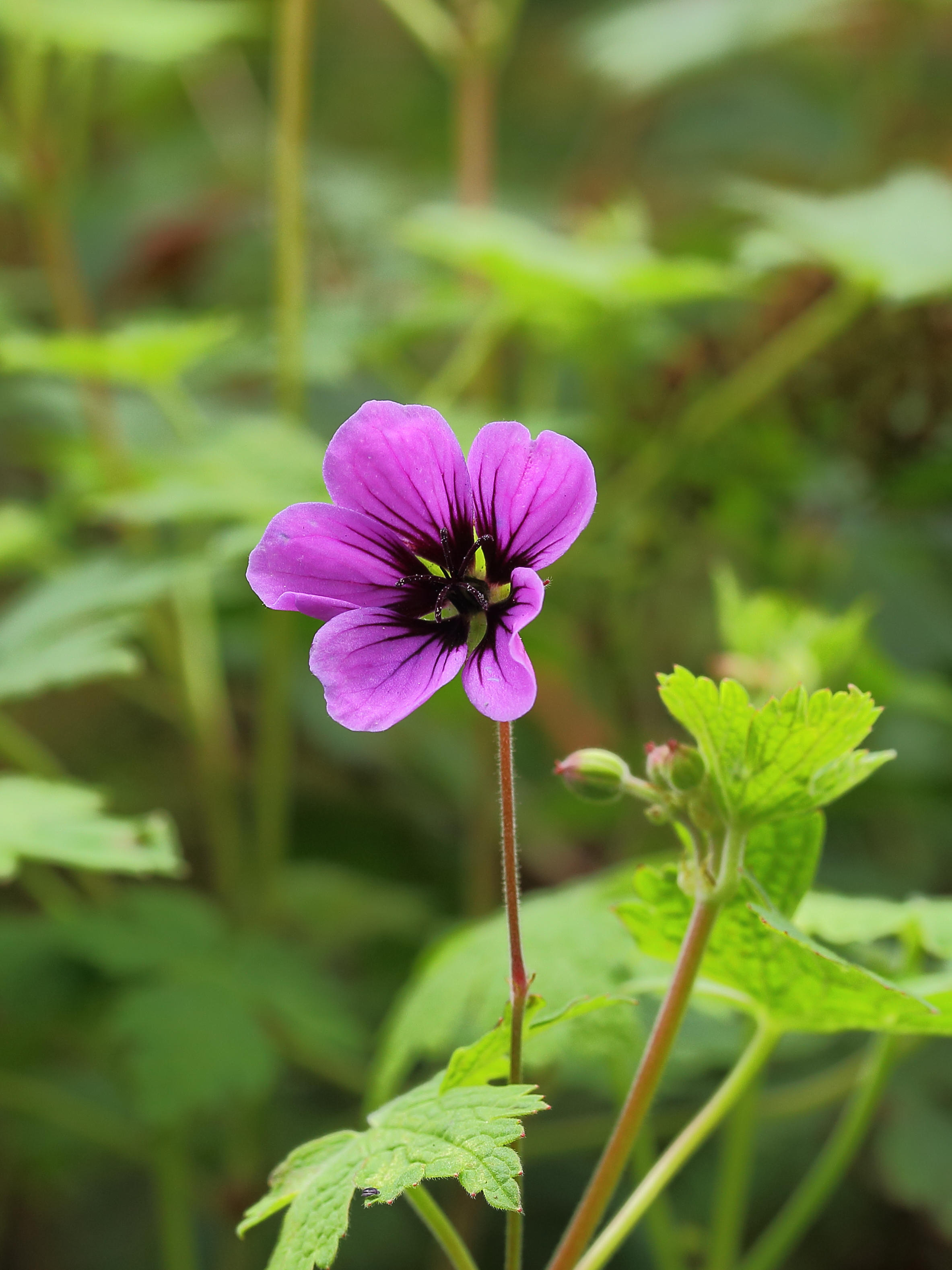
Geranium procurrens

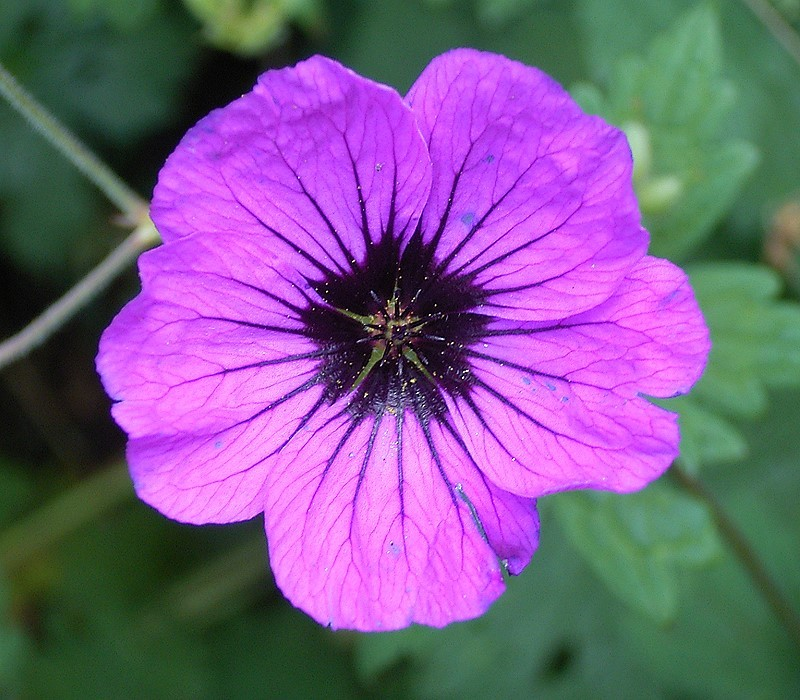
Geranium psilostemon

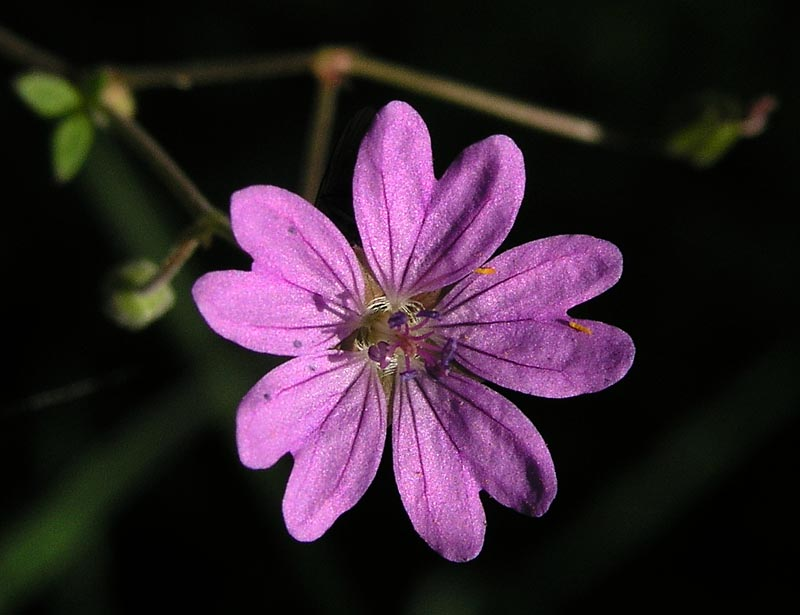
Geranium pyrenaicum

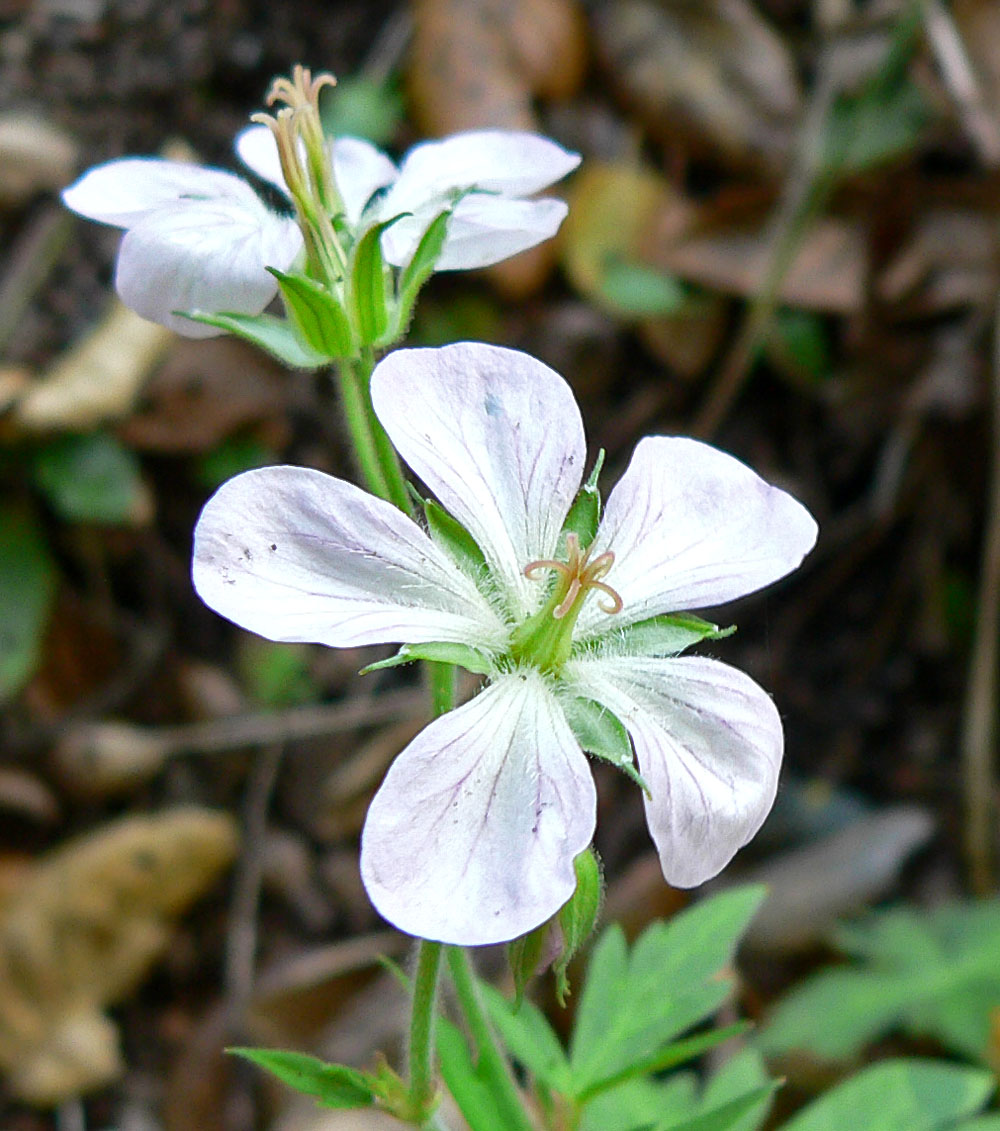
Geranium richardsonii

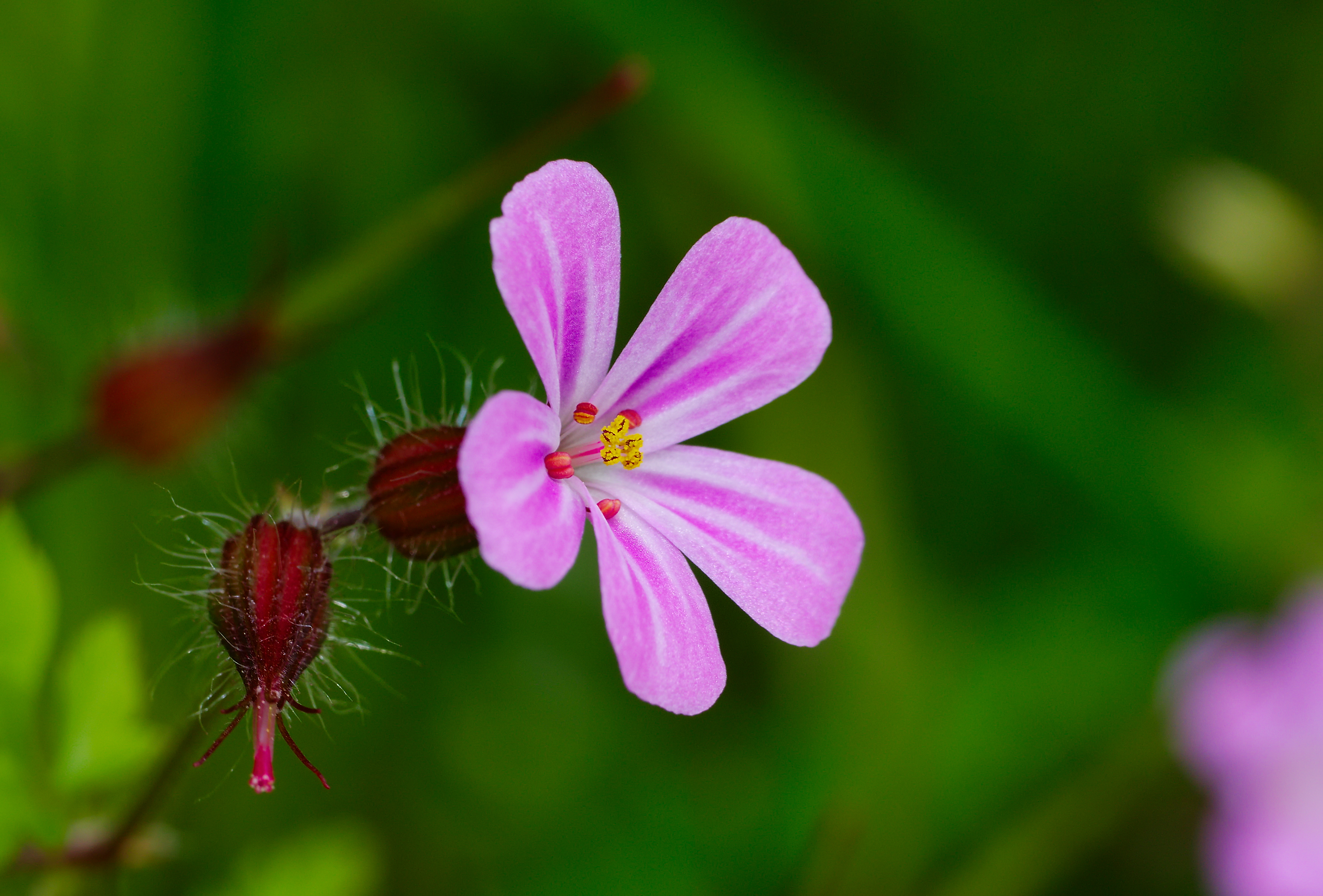
Geranium robertianum

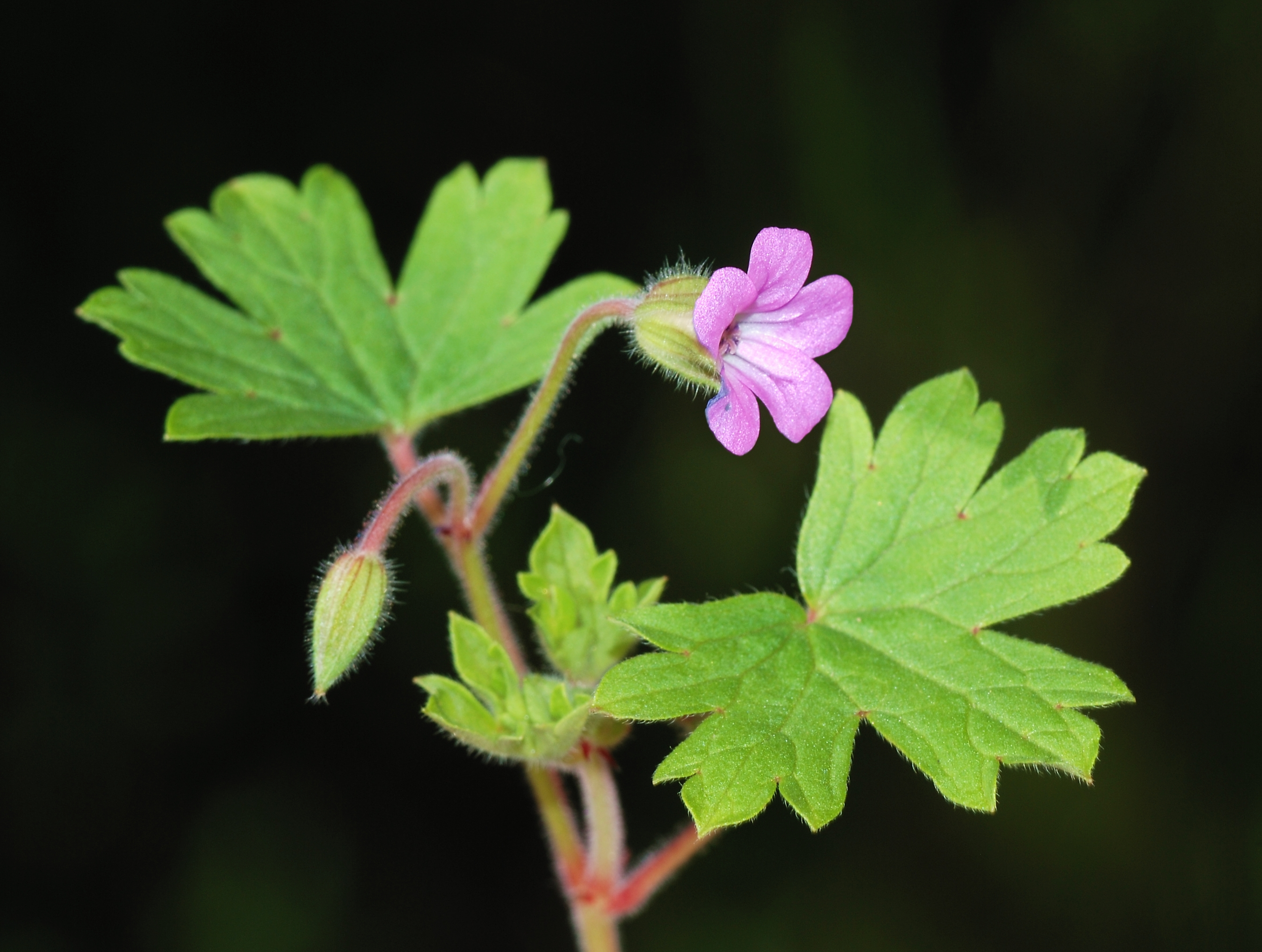
Geranium rotundifolium

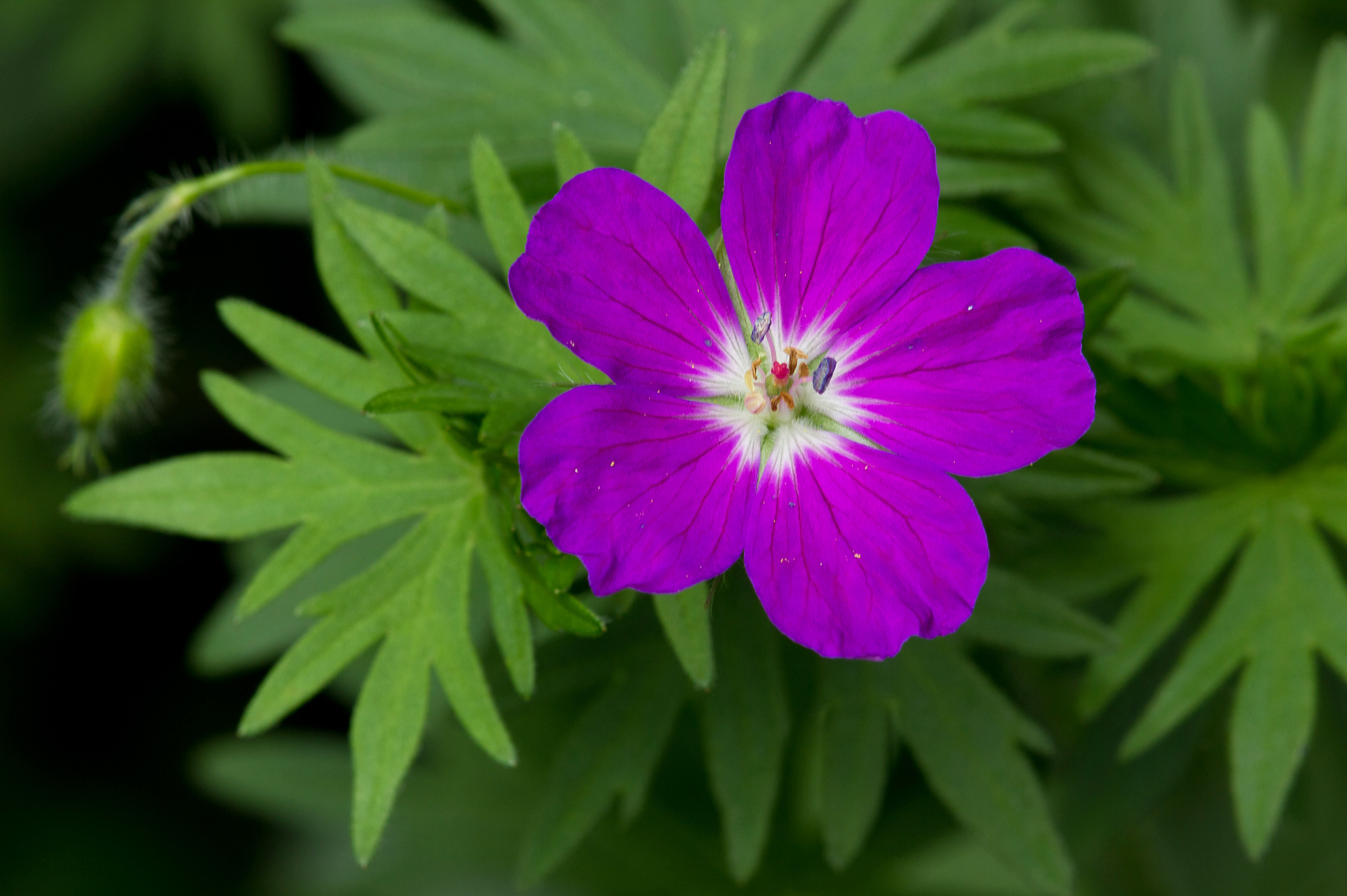
Geranium sanguineum

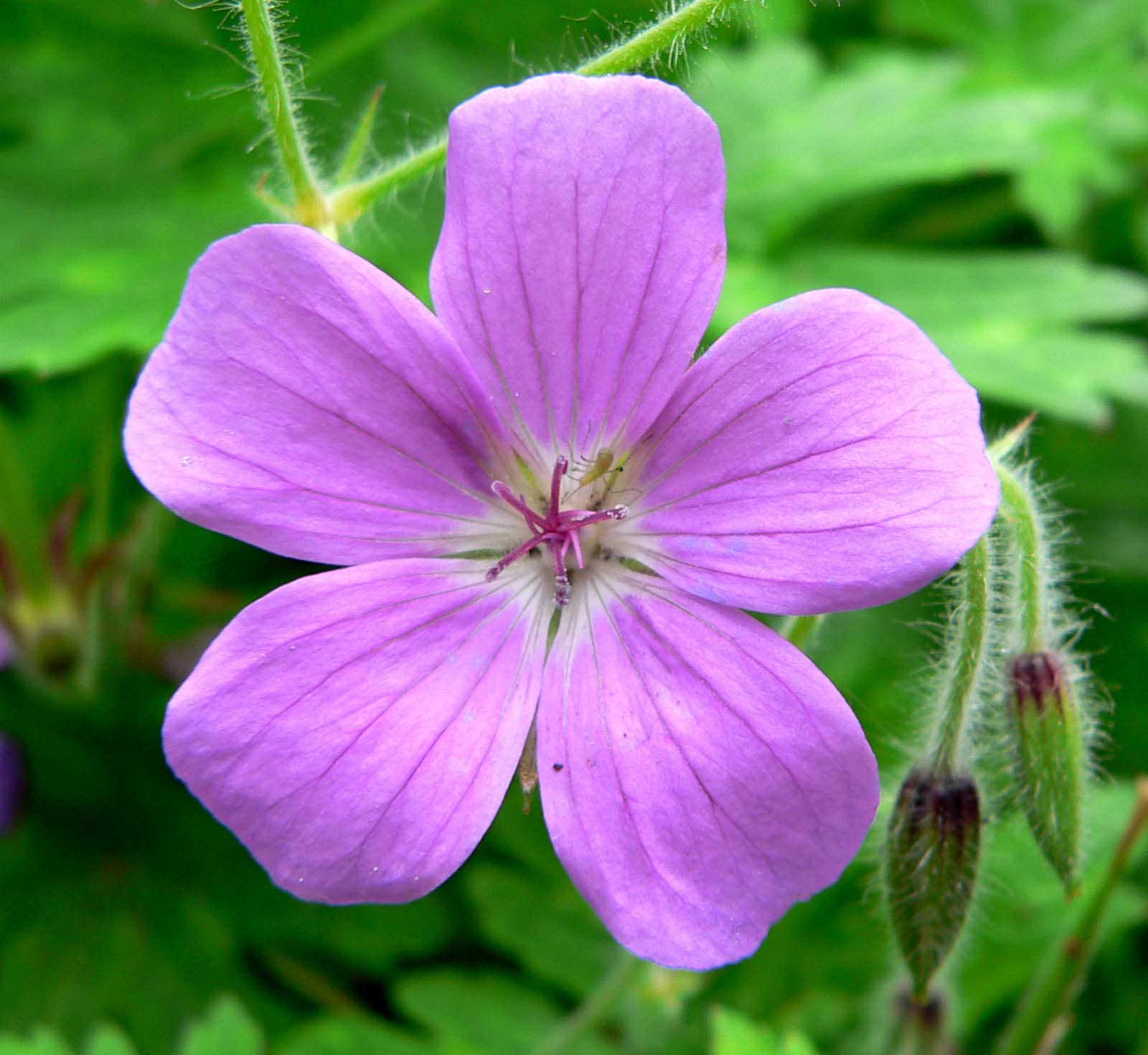
Geranium swatense

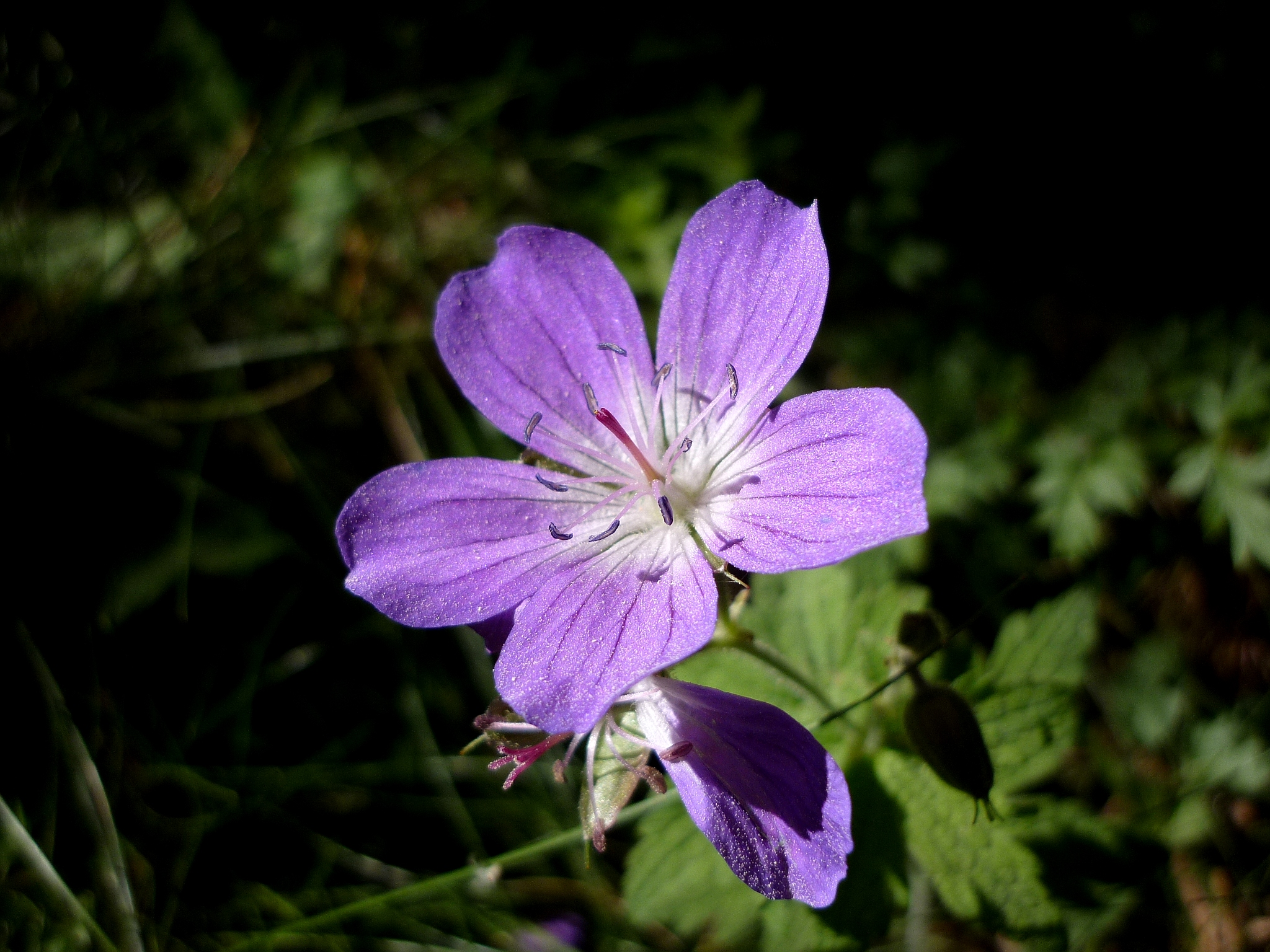
Geranium sylvaticum

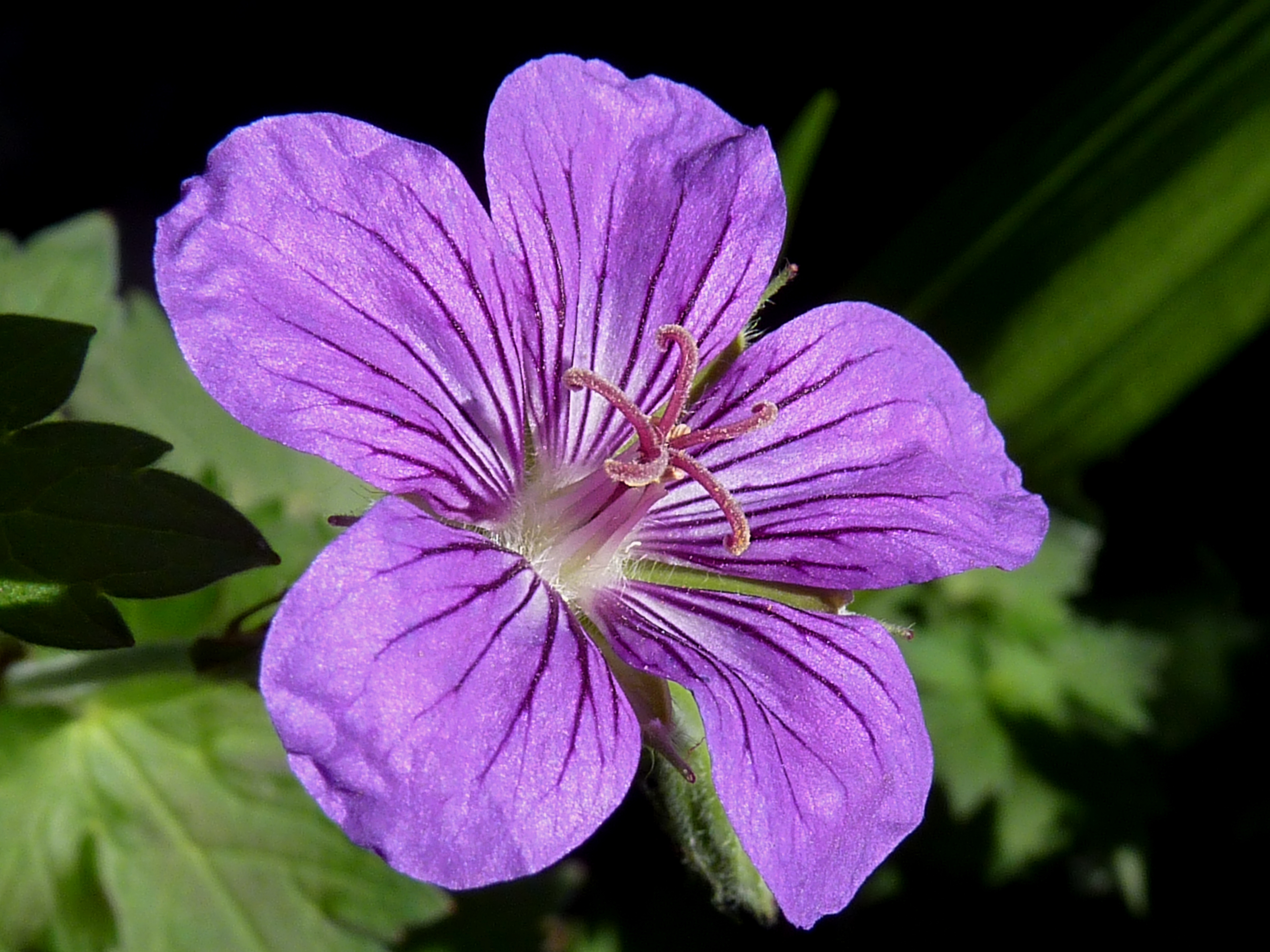
Geranium wlassovianum

- Geranium aequatoriale Halfd.-Niels.
- Geranium affine Ledeb. – bodziszek pokrewny
- Geranium albanum M.Bieb.
- Geranium albicans A.St.-Hil.
- Geranium albidum Rydb.
- Geranium albiflorum Ledeb.
- Geranium alonsoi Aedo
- Geranium alpicola Loes.
- Geranium amatolicum Hilliard & B.L.Burtt
- Geranium amoenum R.Knuth
- Geranium amurense Tsyren.
- Geranium andicola Loes.
- Geranium andringitrense H.Perrier
- Geranium angustipetalum Hilliard & B.L.Burtt
- Geranium antisanae R.Knuth
- Geranium antrorsum Carolin
- Geranium arabicum Forssk.
- Geranium arachnoideum A.St.-Hil.
- Geranium arboreum A.Gray
- Geranium ardjunense Zoll. & Moritzi
- Geranium argenteum L. – bodziszek srebrzysty
- Geranium aristatum Freyn & Sint.
- Geranium arnottianum Steud.
- Geranium ascendens Z.M.Tan
- Geranium asiaticum Serg.
- Geranium asphodeloides Burm.f.
- Geranium atlanticum Boiss.
- Geranium ayacuchense R.Knuth
- Geranium ayavacense Willd. ex Kunth
- Geranium azorelloides Sandwith
- Geranium balgooyi Veldkamp
- Geranium baschkyzylsaicum Nabiev
- Geranium baurianum R.Knuth
- Geranium bellum Rose
- Geranium bequaertii De Wild.
- Geranium berteroanum Colla
- Geranium bicknellii Britton
- Geranium biuncinatum Kokwaro
- Geranium bockii R.Knuth
- Geranium bohemicum L. – bodziszek czeski
- Geranium bolivianum R.Knuth
- Geranium brasiliense Progel
- Geranium brevicaule Hook.
- Geranium brycei N.E.Br.
- Geranium butuoense Z.M.Tan
- Geranium caeruleatum Schur
- Geranium caespitosum E.James
- Geranium caffrum Eckl. & Zeyh.
- Geranium californicum G.N.Jones & F.F.Jones
- Geranium campanulatum Paray
- Geranium campii H.E.Moore
- Geranium canescens L'Hér.
- Geranium canopurpureum P.F.Yeo
- Geranium carmineum R.Knuth
- Geranium carolinianum L.
- Geranium cataractarum Coss.
- Geranium caucense R.Knuth
- Geranium cazorlense Heywood
- Geranium chamaense Pittier
- Geranium chaparense R.Knuth
- Geranium charucanum Standl.
- Geranium chilloense Willd. ex Kunth
- Geranium chimborazense R.Knuth
- Geranium chinchense R.Knuth
- Geranium chinense Migo
- Geranium christensenianum Hand.-Mazz.
- Geranium cinereum Cav. – bodziszek popielaty
- Geranium clarkei P.F.Yeo
- Geranium clarum Small
- Geranium clemensiae R.Knuth
- Geranium collinum Stephan ex Willd.
- Geranium columbianum R.Knuth
- Geranium columbinum L. – bodziszek gołębi
- Geranium comarapense R.Knuth
- Geranium contortum Eckl. & Zeyh.
- Geranium core-core Steud.
- Geranium costaricense H.E.Moore
- Geranium crassipes Hook. ex A.Gray
- Geranium crassiusculum R.Knuth
- Geranium crenatifolium H.E.Moore
- Geranium crenophilum Boiss.
- Geranium cruceroense R.Knuth
- Geranium cuchillense R.Knuth
- Geranium cuneatum Hook.
- Geranium dahuricum DC. – bodziszek dahurski
- Geranium dalmaticum (Beck) Rech.f. – bodziszek dalmacki
- Geranium delavayi Franch.
- Geranium deltoideum Rydb.
- Geranium diffusum Kunth
- Geranium digitatum R.Knuth
- Geranium discolor Hilliard & B.L.Burtt
- Geranium dissectum L. – bodziszek porozcinany
- Geranium divaricatum Ehrh. – bodziszek rozłożysty
- Geranium dolomiticum Rothm.
- Geranium donianum Sweet
- Geranium drakensbergense Hilliard & B.L.Burtt
- Geranium drakensbergensis Hilliard & B.L. Burtt
- Geranium dregei Hilliard & B.L.Burtt
- Geranium duclouxii P.F.Yeo
- Geranium durangense H.E.Moore
- Geranium ecuadoriense Hieron.
- Geranium editum Veldkamp
- Geranium endressii J.Gay – bodziszek Endressa
- Geranium erianthum DC.
- Geranium escalonense R.Knuth
- Geranium exallum H.E.Moore
- Geranium exellii J.R.Laundon
- Geranium fallax Steud.
- Geranium fargesii P.F.Yeo
- Geranium farreri Stapf – bodziszek Farrera
- Geranium favosum Hochst. ex A.Rich.
- Geranium ferganense Bobrov
- Geranium filipes Killip
- Geranium finitimum Woronow
- Geranium flaccidum Small
- Geranium flanaganii Schltr. ex Knuth
- Geranium foreroi Aedo
- Geranium franchetii R.Knuth
- Geranium frigidurbis Moerman
- Geranium fuscicaule R.Knuth
- Geranium gardneri de Lange
- Geranium gentryi H.E.Moore
- Geranium glaberrimum Boiss. & Heldr.
- Geranium glanduligerum R.Knuth
- Geranium goldmanii Rose ex Hanks & Small
- Geranium gorbizense Aedo & Muñoz Garm.
- Geranium gracile Ledeb. ex Nordm.
- Geranium grandistipulatum Hilliard & B.L.Burtt
- Geranium graniticola Carolin
- Geranium gymnocaulon DC.
- Geranium hanaense A.C.Medeiros & H.St.John
- Geranium harmsii R.Knuth
- Geranium harveyi Briq.
- Geranium hayatanum Ohwi
- Geranium henryi R.Knuth
- Geranium hernandesii Moc. & Sessé ex DC.
- Geranium herzogii R.Knuth
- Geranium hillebrandii Aedo & Muñoz Garm.
- Geranium himalayense Klotzsch – bodziszek himalajski
- Geranium hintonii H.E.Moore
- Geranium hispidissimum (Franch.) R.Knuth
- Geranium holm-nielsenii Halfd.-Niels.
- Geranium holosericeum Willd. ex Spreng.
- Geranium homeanum Turcz.
- Geranium huantense R.Knuth
- Geranium humboldtii Spreng.
- Geranium hyperacrion Veldkamp
- Geranium hystricinum H.E.Moore
- Geranium ibericum Cav. – bodziszek iberyjski
- Geranium imbaburae R.Knuth
- Geranium incanum Burm.f.
- Geranium jaekelae J.F.Macbr.
- Geranium jahnii Standl.
- Geranium jaramilloi Aedo
- Geranium jinchuanense Z.M.Tan
- Geranium kalenderianum İlçim & Behçet
- Geranium kashmirianum B.L.Sapru & S.K.Raina
- Geranium kauaiense (Rock) H.St.John
- Geranium kerberi R.Knuth
- Geranium kilimandscharicum Engl.
- Geranium killipianum R.Knuth
- Geranium killipii R.Knuth
- Geranium kishtvariense R.Knuth
- Geranium knuthianum J.F.Macbr.
- Geranium knuthii Nakai
- Geranium koreanum Kom.
- Geranium kotschyi Boiss.
- Geranium krameri Franch. & Sav.
- Geranium kurdicum Bornm.
- Geranium lacustre Veldkamp
- Geranium lainzii Aedo
- Geranium lambertii Sweet
- Geranium lanuginosum Lam.
- Geranium lasiocaulon Nakai
- Geranium lasiopus Boiss. & Heldr.
- Geranium latilobum H.E.Moore
- Geranium latum Small
- Geranium laxicaule R.Knuth
- Geranium lazicum (Woronow) Aedo
- Geranium lechleri R.Knuth
- Geranium lentum Wooton & Standl.
- Geranium leptodactylon Veldkamp
- Geranium leucanthum Griseb.
- Geranium libani P.H.Davis
- Geranium libanoticum Schenk
- Geranium lignosum R.Knuth
- Geranium lilacinum R.Knuth
- Geranium limae R.Knuth
- Geranium linearilobum DC.
- Geranium loxense Halfd.-Niels.
- Geranium lozanii Rose
- Geranium lucidum L. – bodziszek lśniący
- Geranium macbridei Aedo
- Geranium macrorrhizum L. – bodziszek korzeniasty
- Geranium macrostylum Boiss.
- Geranium maculatum L.
- Geranium maderense Yeo – bodziszek maderski
- Geranium madrense Rose
- Geranium magellanicum Hook.f.
- Geranium magniflorum R.Knuth
- Geranium makmelicum Aedo
- Geranium malviflorum Boiss. & Reut.
- Geranium maniculatum H.E.Moore
- Geranium mascatense Boiss.
- Geranium mathewsii Briq.
- Geranium matucanense R.Knuth
- Geranium maximowiczii Regel & Maack
- Geranium meridense Pittier
- Geranium mexicanum Kunth
- Geranium miahuatlanum B.L.Turner
- Geranium microphyllum Hook.f.
- Geranium mlanjense J.R.Laundon
- Geranium molle L. – bodziszek kosmaty
- Geranium mollendinense R.Knuth
- Geranium monanthum Small
- Geranium monticola Ridl.
- Geranium moupinense Franch.
- Geranium multiceps Turcz.
- Geranium multiflorum A.Gray
- Geranium multipartitum Benth.
- Geranium multisectum N.E.Br.
- Geranium mutisii Aedo
- Geranium nakaoanum H.Hara
- Geranium nanum Coss. ex Batt.
- Geranium napuligerum Franch.
- Geranium natalense Hilliard & B.L.Burtt
- Geranium neglectum Carolin
- Geranium nepalense Sweet
- Geranium niuginiense Veldkamp
- Geranium nivale R.Knuth
- Geranium niveum S.Watson
- Geranium nodosum L. – bodziszek kolankowaty
- Geranium nuristanicum Schönb.-Tem.
- Geranium nyassense R.Knuth
- Geranium oaxacanum H.E.Moore
- Geranium obtusisepalum Carolin
- Geranium occitanicum Batt. & Pit.
- Geranium onaei Franch. & Sav.
- Geranium oreganum Howell – bodziszek wcinany
- Geranium orientali-tibeticum R.Knuth
- Geranium ornithopodioides Hilliard & B.L.Burtt
- Geranium ornithopodon Eckl. & Zeyh.
- Geranium ornithopodum Eckl. & Zeyh.
- Geranium pallidifolium R.Knuth
- Geranium palmatipartitum (Hausskn. ex R.Knuth) Aedo
- Geranium palmatum Cav.
- Geranium paludosum R.Knuth
- Geranium palustre L. – bodziszek błotny
- Geranium pamiricum Ikonn.
- Geranium papuanum Ridl.
- Geranium paramicola R.Knuth
- Geranium parodii I.M.Johnst.
- Geranium pavonianum Briq.
- Geranium peloponesiacum Boiss.
- Geranium persicum Schönb.-Tem.
- Geranium peruvianum Hieron.
- Geranium petri-davisii Aedo
- Geranium phaeum L. – bodziszek żałobny
- Geranium pichinchense Aedo & Muñoz Garm.
- Geranium pilgerianum R.Knuth
- Geranium pinetophilum R.Knuth
- Geranium pissjaukovae Tsyren.
- Geranium piurense R.Knuth
- Geranium planum Halloy
- Geranium platyanthum Duthie
- Geranium platypetalum Fisch. & C.A.Mey. – bodziszek wielkopłatkowy
- Geranium platyrenifolium Z.M.Tan
- Geranium pogonanthum Franch.
- Geranium polyanthes Edgew. & Hook.f.
- Geranium ponticum (P.H.Davis & J.Roberts) Aedo
- Geranium potentillifolium DC.
- Geranium potentilloides L'Hér. ex DC.
- Geranium potosinum H.E.Moore
- Geranium pratense L. – bodziszek łąkowy
- Geranium pringlei Rose
- Geranium probatovae Tsyren.
- Geranium procurrens Yeo
- Geranium pseudodiffusum Aedo
- Geranium pseudofarreri Z.M.Tan
- Geranium pseudosibiricum J.Mayer
- Geranium psilostemon Ledeb.
- Geranium pulchrum N.E.Br.
- Geranium purpureum Vill.
- Geranium pusillum L. – bodziszek drobny
- Geranium pylzowianum Maxim.
- Geranium pyrenaicum Burm.f. – bodziszek pirenejski
- Geranium raimondii R.Knuth
- Geranium rectum Trautv. – bodziszek prosty
- Geranium reflexum L.
- Geranium refractum Edgew. & Hook.f.
- Geranium reinii Franch. & Sav.
- Geranium renardii Trautv. – bodziszek Renarda
- Geranium renifolium Hieron.
- Geranium repens H.E.Moore
- Geranium reptans R.Knuth
- Geranium retectum P.F.Yeo
- Geranium retrorsum L'Hér. ex DC.
- Geranium reuteri Aedo & Muñoz Garm.
- Geranium rhomboidale H.E.Moore
- Geranium richardsonii Fisch. & Trautv.
- Geranium rivulare Vill.
- Geranium robertianum L. – bodziszek cuchnący
- Geranium robustipes R.Knuth
- Geranium robustum Kuntze
- Geranium rosthornii R.Knuth
- Geranium rotundifolium L. – bodziszek okrągłolistny
- Geranium rubifolium Lindl.
- Geranium ruizii Hieron.
- Geranium rupicolum Wedd.
- Geranium ruprechtii (Woronow) Grossh.
- Geranium sagasteguii Aedo
- Geranium sanguineum L. – bodziszek czerwony
- Geranium santanderiense R.Knuth
- Geranium sarawaketense R.Knuth
- Geranium saxatile Kar. & Kir.
- Geranium schiedeanum Schltdl.
- Geranium schimpffii R.Knuth
- Geranium schlechteri R.Knuth
- Geranium schrenkianum Trautv. ex Becker
- Geranium schultzei R.Knuth
- Geranium scissum R.Knuth
- Geranium scullyi R.Knuth
- Geranium sebosum S.F.Blake
- Geranium seemannii Peyr.
- Geranium sepaloroseum Rusby
- Geranium sericeum Willd. ex Spreng.
- Geranium sessiliflorum Cav.
- Geranium shensianum R.Knuth
- Geranium shikokianum Matsum.
- Geranium siamense Craib
- Geranium sibbaldioides Benth.
- Geranium sibiricum L. – bodziszek syberyjski
- Geranium simense Hochst. ex A.Rich.
- Geranium sinense R.Knuth
- Geranium sintenisii Freyn
- Geranium skottsbergii R.Knuth
- Geranium smithianum R.Knuth
- Geranium soboliferum Kom.
- Geranium sodiroanum R.Knuth
- Geranium solanderi Carolin
- Geranium solitarium Z.M.Tan
- Geranium sophiae Fed.
- Geranium soratae R.Knuth
- Geranium sparsiflorum R.Knuth
- Geranium stapfianum Hand.-Mazz.
- Geranium stoloniferum Standl.
- Geranium stramineum Triana & Planch.
- Geranium strictipes R.Knuth
- Geranium stuebelii Hieron.
- Geranium subacutum (Boiss.) Aedo
- Geranium subargenteum Lange
- Geranium subcaulescens L'Hér. ex DC.
- Geranium subcompositum Veldkamp
- Geranium subglabrum Hilliard & B.L.Burtt
- Geranium sublaevispermum H.E.Moore
- Geranium subnudicaule Turcz.
- Geranium subscandens R.Knuth
- Geranium subulatostipulatum R.Knuth
- Geranium subumbelliforrme R.Knuth
- Geranium superbum R.Knuth
- Geranium suzukii Masam.
- Geranium swatense Schönb.-Tem.
- Geranium sylvaticum L. – bodziszek leśny
- Geranium tablasense R.Knuth
- Geranium taebaek S.J.Park & Y.S.Kim
- Geranium tafiense Aedo & Muñoz Garm.
- Geranium tanii Aedo & Muñoz Garm.
- Geranium tenue Hanks
- Geranium terminale Z.M.Tan
- Geranium texanum (Trel.) A.Heller
- Geranium thessalum Franzén
- Geranium thunbergii Siebold ex Lindl. & Paxton
- Geranium tiguense Aedo & Muñoz Garm.
- Geranium totorense R.Knuth
- Geranium tovarii Aedo
- Geranium tracyi Sandwith
- Geranium transbaicalicum Serg.
- Geranium traversii Hook.f.
- Geranium trianae Aedo & Muñoz Garm.
- Geranium trilophum Boiss.
- Geranium tripartitum R.Knuth
- Geranium trolliifolium Small
- Geranium tuberaria Cambess.
- Geranium tuberosum L.
- Geranium umbelliforme Franch.
- Geranium unguiculatum H.E.Moore
- Geranium uralense Kuvaev
- Geranium ussuriense Tsyren.
- Geranium vagans Baker
- Geranium velutinum Turcz.
- Geranium venezuelae R.Knuth
- Geranium venturianum R.Knuth
- Geranium versicolor L.
- Geranium viscosissimum Fisch. & C.A.Mey. – bodziszek lepki
- Geranium vulcanicola Small
- Geranium wakkerstroomianum R.Knuth
- Geranium wallichianum D.Don ex Sweet – bodziszek Wallicha
- Geranium wardii Yeo
- Geranium weberbauerianum R.Knuth
- Geranium weddellii Briq.
- Geranium whartonianum Veldkamp
- Geranium wilfordii Maxim. – bodziszek Wilforda
- Geranium wilhelminae Veldkamp
- Geranium wislizeni S.Watson
- Geranium wlassovianum Fisch. ex Link
- Geranium xinjiangense Chang Y.Yang
- Geranium yaanense Z.M.Tan
- Geranium yemense Deflers
- Geranium yeoi Aedo & Muñoz Garm.
- Geranium yesoense Franch. & Sav.
- Geranium yoshinoi Makino ex Nakai
- Geranium yuexiense Z.M.Tan
- Geranium yunnanense Franch.